# 中華路 (臺北市)

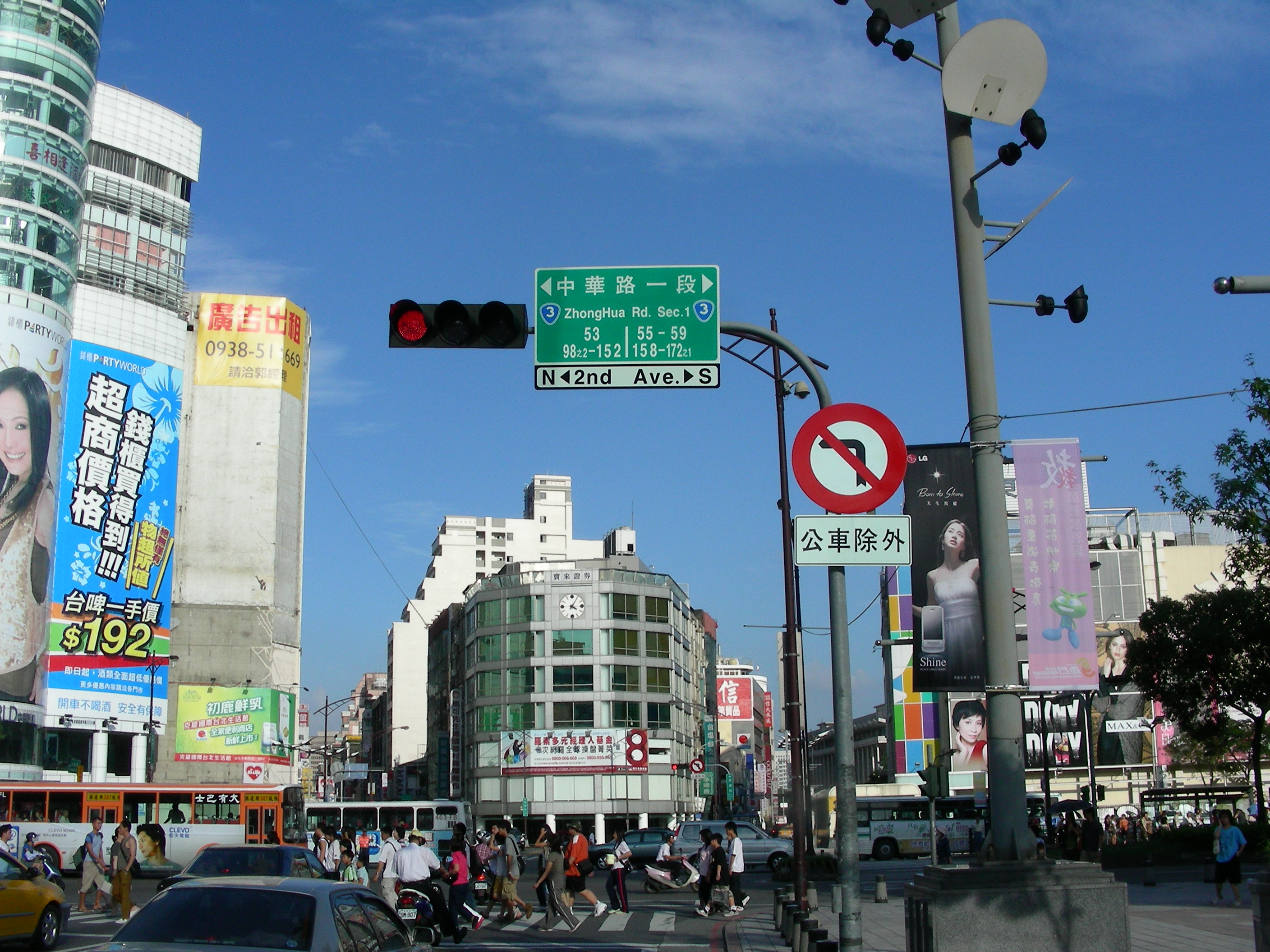
中華路西門段一景。

臺北市有兩條中華路，一般指位於萬華、中正兩區區界的主要幹道，北起忠孝西路口，南至水源路口，起點至和平西路口屬於省道台3線；全路共分兩段，一段為最核心的部份，地下有台北捷運板南線、松山新店線、台鐵縱貫線北段及台灣高速鐵路等多條鐵路隧道通過。另一條中華路位於士林區陽明山，僅與仰德大道四段相交且無分段。下文介紹的是萬華和中正區界上的中華路。
過去市中心的中華路一段曾為大臺北地區規模最大的公有綜合中華商場所在地。後來為因應都市更新與捷運施工等需求而於1992年拆除，原址則配合中華路改造計畫，闢建為林蔭大道。

## 歷史概述

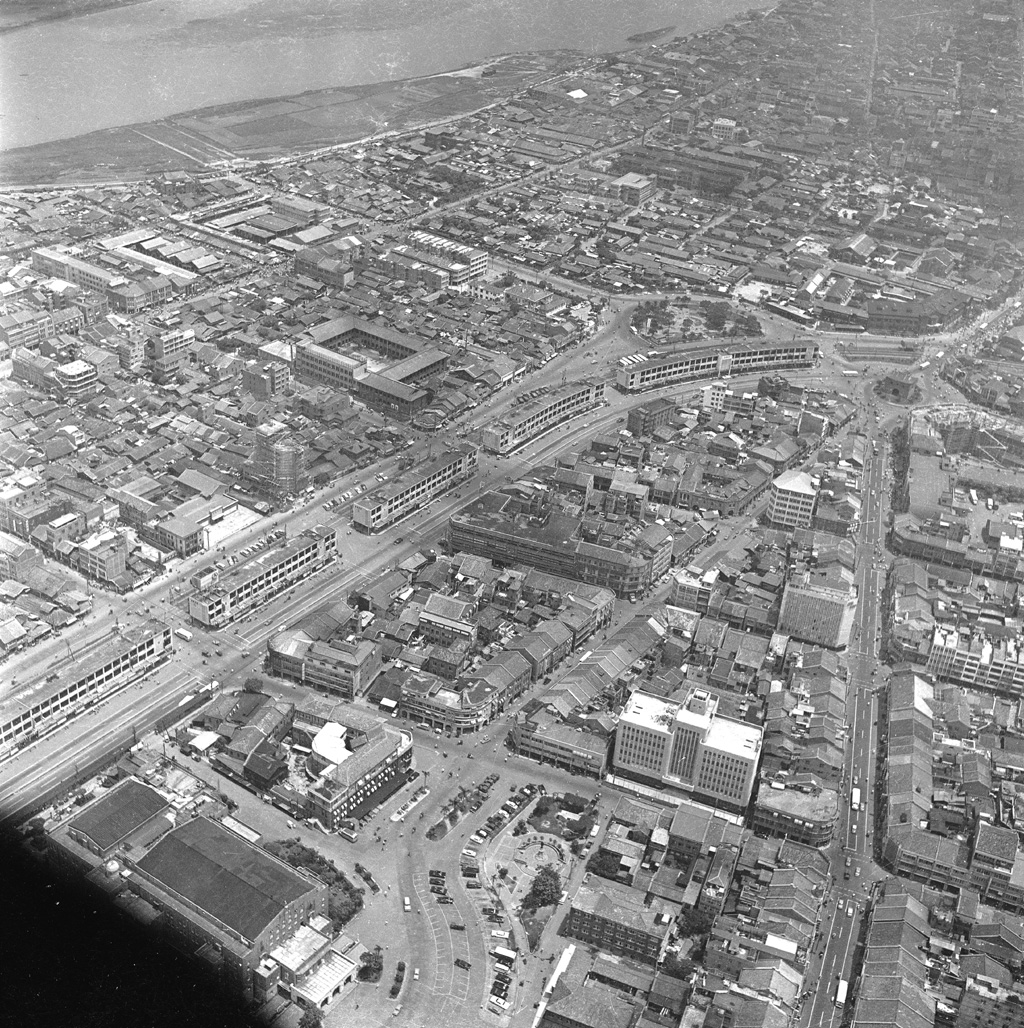
1963年的中華路（中華商場為圖中央，馬路中間的長條型建築），左上角是淡水河流域，在中華商場的盡頭可以見到原臺北府城城門的承恩門（北門）

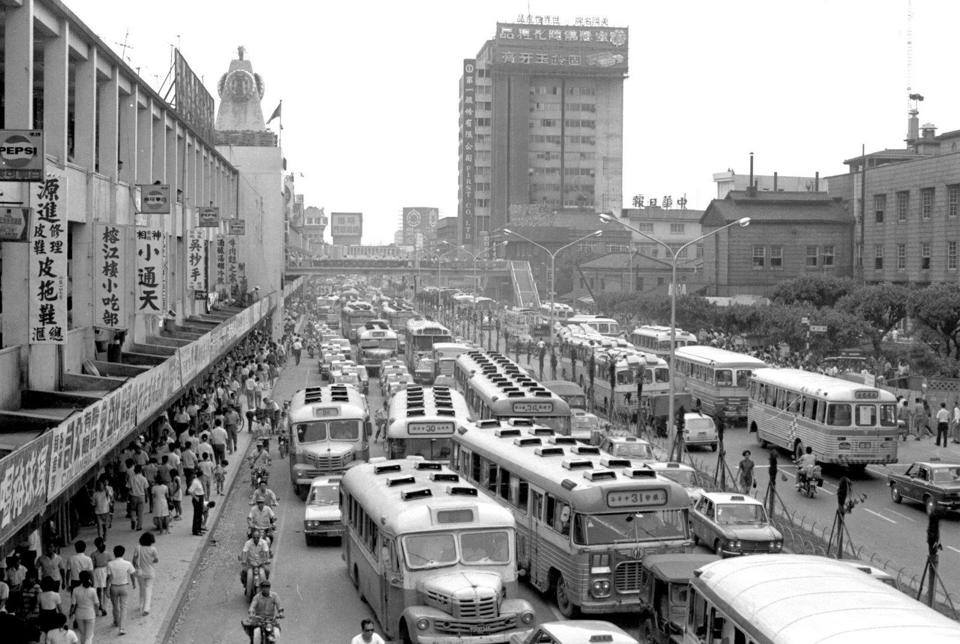
中華路舊照，左側為中華商場

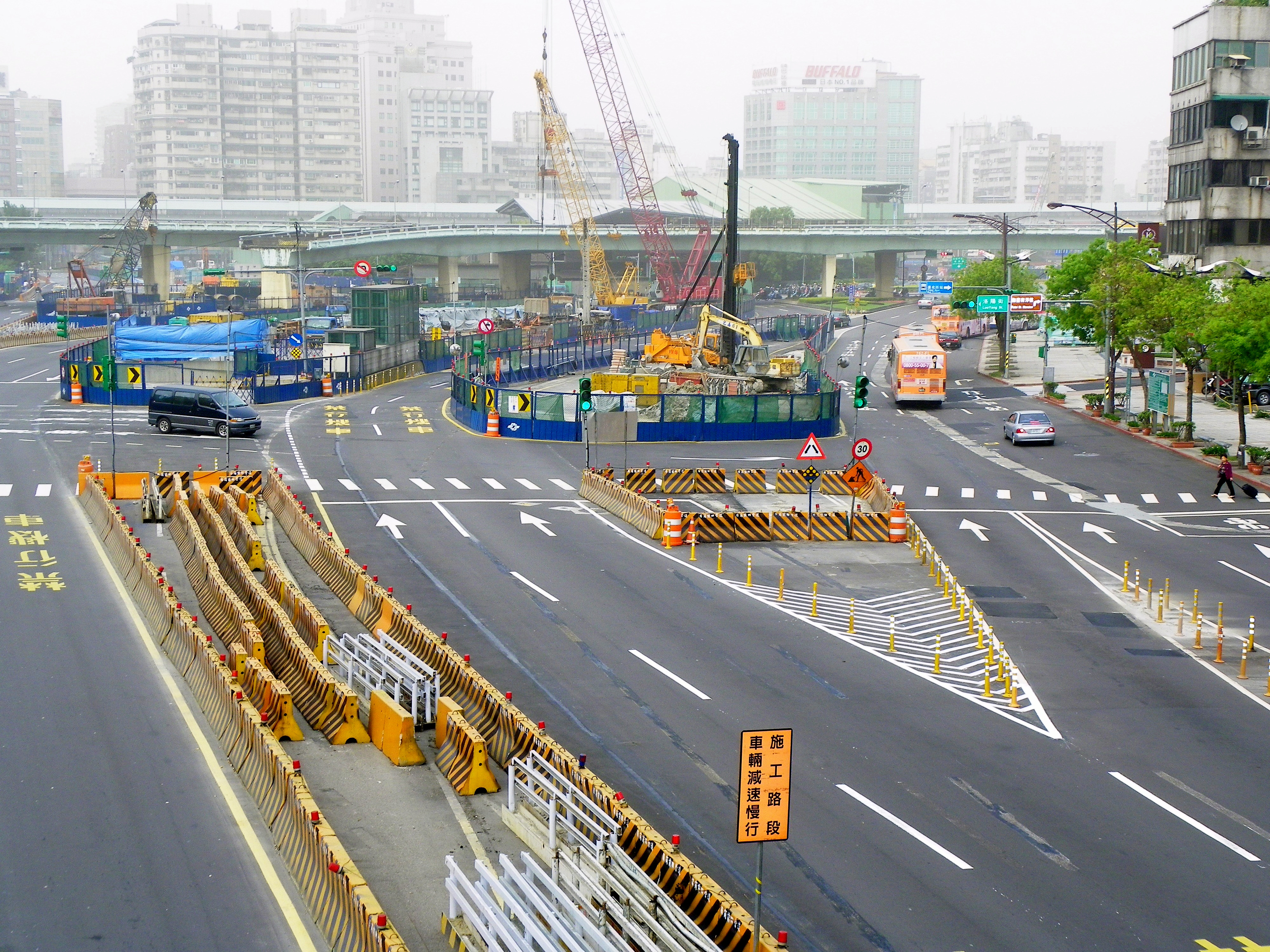
2010年的中華路一段捷運工地

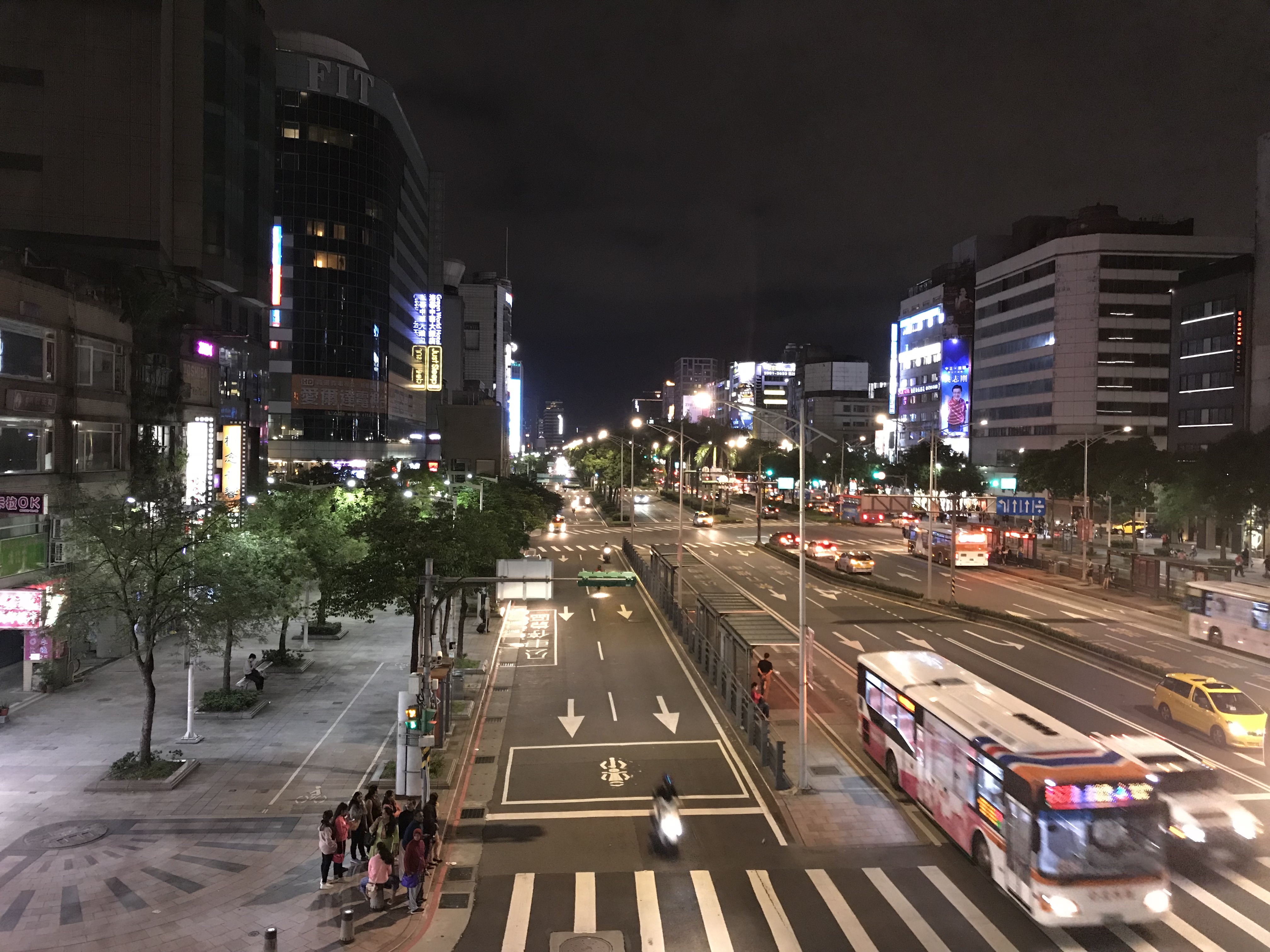
夜間中華路天橋往西門方向拍攝

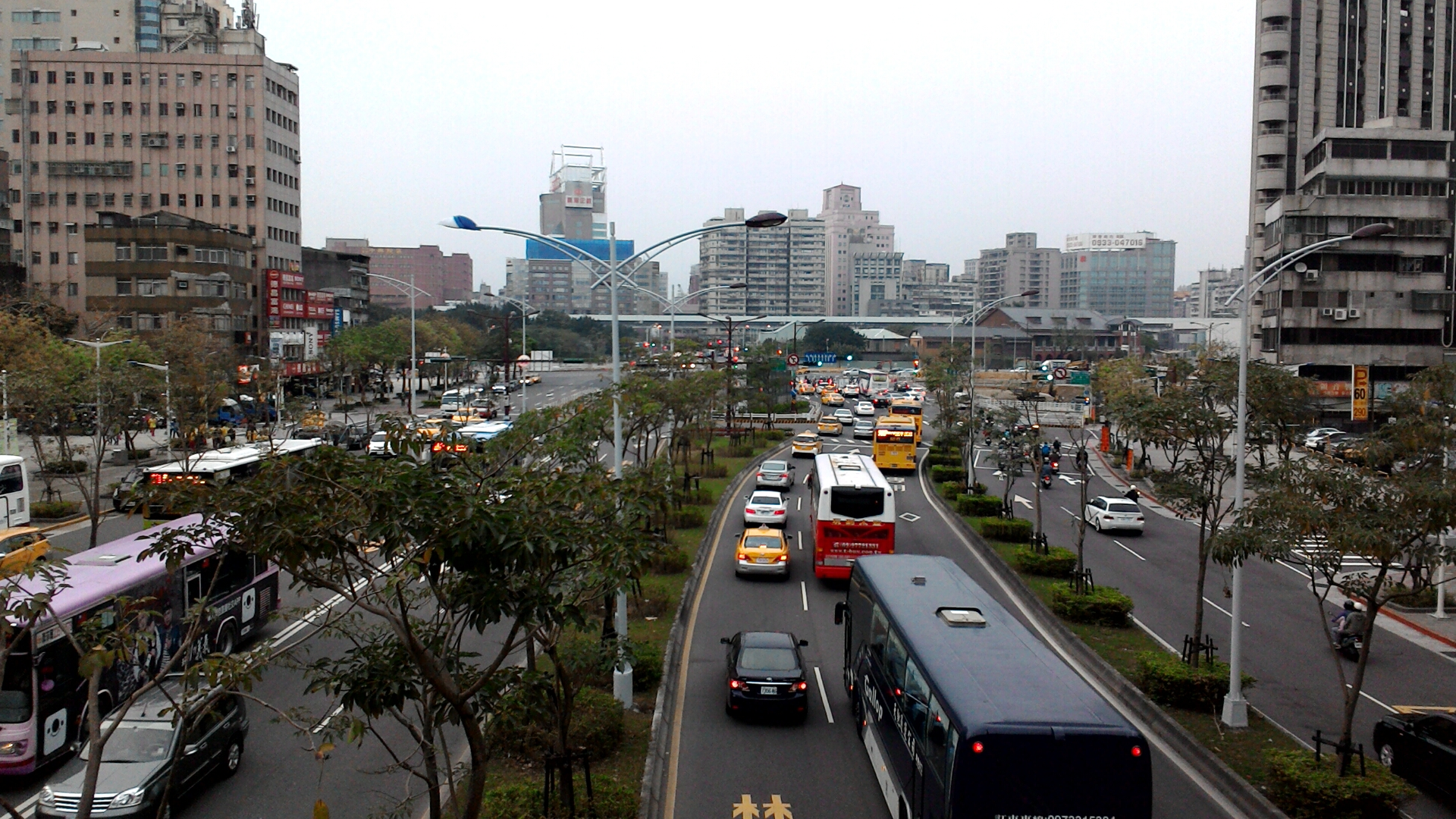
在中華路天橋往北門方向拍攝

臺北市區的中華路一段（忠孝西路至愛國西路的部分），與清領時期所興建台北府城的西城牆位置大致重疊。到了日治時期，西城牆連同西門於1900年代初被全面拆除，城牆原址隨後配合已填平的西護城河稍作拓寬，改築成為西三線路（即今天的中華路一段）；由於西三線路在興築之前已有鐵路沿路行經，所以總體路幅比其他三條三線路都來得寬廣。

## 行經行政區域
（由北至南）
- 中華路（與市區段無銜接）
  - 士林區
- 中華路一～二段
  - 中正區（東側，單號）
  - 萬華區（西側，雙號）

## 道路設計

### 車道數
- 一段：雙向各五車道，第三車道為公車專用道，人行道為2段自行車專用道，80米。
- 二段（愛國西路-艋舺大道）：雙向各五車道，50米。
- 二段（艋舺大道-西藏路）：雙向各二車道，20米。
- 二段（西藏路-水源路）：雙向各一車道，15米。

### 號碼
- 一段：單號1~95，雙號2~216
- 二段：單號1~503，雙號2~680

## 分段
中華路共分兩段

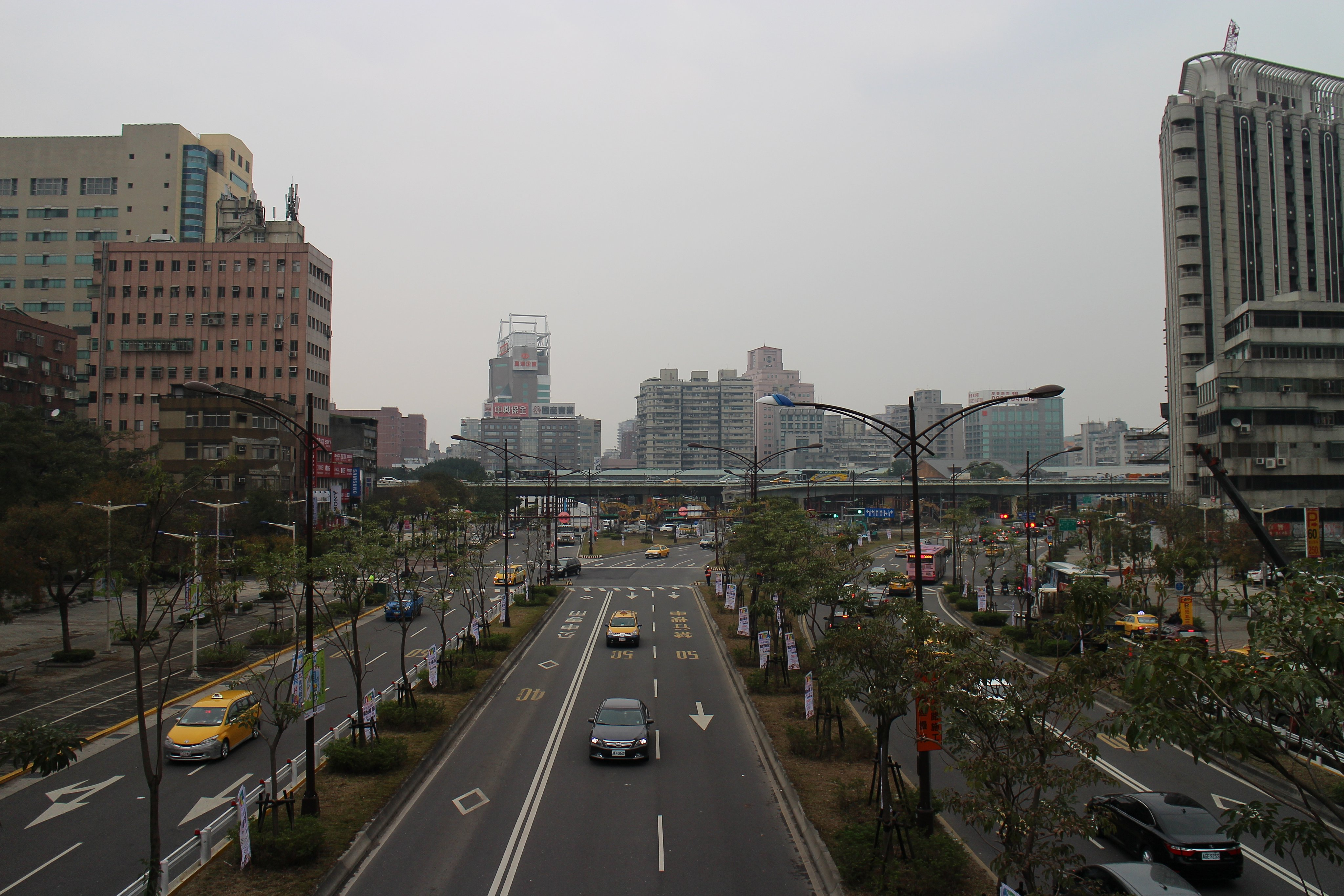
2016年由中華路福星國小前天橋看向忠孝橋引道(引道拆除前一日)

- 一段：北始於忠孝西路二段接塔城街，南於愛國西路與中華路二段相接，屬省道台3線。
- 二段：北於愛國西路與中華路一段相接，南抵水源路；愛國西路至和平西路為省道台3線。

## 沿線設施
(由北往南)
- 一段
  - 台北府城北門（忠孝西路口）
  - 財政部臺北國稅局總局大樓（2號）
  - 台北北門世民酒店（3號）
  - 西門町：成都路口靠萬華區一側，年輕人聚集的商圈
  - 台北府城西門裝置藝術與舊址石碑
  - 捷運西門站（門牌位於寶慶路32之1號B1）
  - 台灣鐵路公司西門緊急停靠站
  - 台北市公共自行車租賃系統捷運西門站[3號出口]
  - 台糖騰雲大樓（39號，台灣糖業公司台北辦公室所在地）
  - 萬企大樓（41號、漢口街一段144號，萬華企業、愛爾達電視總部所在地）
  - 原中國時報城中營業處大樓（49、51號，伊林娛樂總部所在地）
  - 臺北市政府警察局總局大樓
  - 西門地下街（51之1號）
    - 臺北市立圖書館西門智慧圖書館

  - 臺北市立國樂團與經濟部地質調查及礦業管理中心本部（53號，臺北市中山堂中華路側）
  - 錢櫃KTV台北中華新館（55號）
  - 英雄廣場商業大樓（59號）
  - 臺北市萬華區福星國民小學（66號）
  - 國軍文藝活動中心（69號）
  - 實踐大樓（83號，中華民國環境部本部）
  - 西本願寺建築群遺跡（無門牌，本路段與長沙街二段路口）
  - 台北市公共自行車租賃系統西本願寺廣場站
  - 臺北市立文獻館（174之1號）
  - 台北市公共自行車租賃系統中華桂林路口站
  - 臺灣銀行經濟研究處（198號）
- 二段
  - 臺北市立聯合醫院和平婦幼院區和平分部（33號，廣州街口，原台北市立和平醫院）
  - 忠義國小(中華路二段307巷17號)
- 廣州街口
  - 警察廣播電臺總臺（廣州街17號）
- 莒光立體停車場[機械]（莒光路口）
- 捷運萬大線廈安站（本路段與西藏路路口道路下方）[施工中]
- 南機場國民住宅
- 南機場夜市(307巷至315巷)
- 臺北市中正區忠義國民小學(307巷17號)
- 國盛國宅（南海路口）
- 國輝國宅
- 臺北市立古亭國民中學（465號）
  - 台北市公共自行車租賃系統古亭國中站
  - 古亭國中地下停車場（606巷1號）
- 財團法人萬華醫院 （页面存档备份，存于）（606巷6號）
- 臺北市政府警察局中正第二分局泉州街派出所

## 文化
在電影《英雄本色》中，周潤發所主演的小馬哥曾徘迴於中華路與天橋上。

## 同名道路

### 新北市
- 樹林區：全長約1.7公里。
- 三重區：全長約450公尺。